# Лос-Артистас
Лос-Артистас (исп. Los Artistas), полное наименование Лос-Артистас-Сегунда-Этапа (исп. Los Artistas Segunda Etapa) — посёлок в Мексике, штат Тамаулипас, входит в состав муниципалитета Нуэво-Ларедо. Численность населения, по данным переписи 2010 года, составила 54 человека.